# Let's Do It, Let's Fall in Love
Let's Do It, Let's Fall in Love, également connue sous le nom de Let's Do It (Let's Fall in Love) ou simplement Let's Do It, est une chanson populaire écrite en 1928 par le compositeur américain Cole Porter. 

## Historique
La chanson Let's Do It, Let's Fall in Love a été introduite dans le premier succès de Porter à Broadway, la comédie musicale Paris (1928), par la chanteuse française Irène Bordoni, pour laquelle Porter avait écrit la comédie musicale afin d'en faire une vedette.
Le mari de Bordoni et producteur parisien Ray Goetz a convaincu Porter de faire un nouvel essai à Broadway avec ce spectacle. La chanson a ensuite été utilisée dans la production anglaise de Wake Up and Dream (1929) et a été utilisée comme thème musical du film hollywoodien de 1933, Grand Slam, avec Loretta Young et Paul Lukas. 
En 1960, elle a également été incluse dans la version cinématographique de Can-Can de Cole Porter.

## Description
Première des chansons à liste de Cole Porter, Let's Do It, Let's Fall in Love présente une série de comparaisons et d'exemples suggestifs et amusants, d'appariements grotesques et de doubles sens, énonçant des noms et des événements célèbres, puisant dans la culture intellectuelle et populaire. Porter était un grand admirateur des opéras de Gilbert et Sullivan, dont beaucoup d'œuvres scéniques comportaient des chansons à liste comiques similaires.
Le premier refrain couvre les groupes ethniques humains, le deuxième refrain les oiseaux, le troisième refrain la vie marine, le quatrième refrain les insectes, et le cinquième refrain les mammifères.
Un commentateur a vu dans l'expression Let's Do It une référence euphémique à une proposition de rapport sexuel. Selon cet argument, Let's Do It était une chanson pionnière pour déclarer ouvertement le sexe est amusant. Selon lui, plusieurs vers suggestifs comprennent un couplet du vers 4 : Moths in your rugs do it, What's the use of moth-balls ? et Folks in Siam do it, Think of Siamese twins (vers 1) et Why ask if shad do it ? Waiter, bring me shad roe (vers 3) et Sweet guinea-pigs do it, Buy a couple and wait (vers 5).
La nature de la chanson est telle qu'elle s'est prêtée au fil des ans à l'ajout régulier de strophes contemporaines ou d'actualité. Par exemple, en 1955, les vers Even Liberace, we assume, does it, Ernest Hemingway could -just- do it et bien d'autres ont été ajoutés par Noël Coward lors de sa représentation de la chanson dans un cabaret de Las Vegas, où il a remplacé toutes les paroles de Porter par les siennes,.
Ce titre ne doit pas être confondu avec Let's fall in love du compositeur Harold Arlen et du parolier Ted Koehler pour le film éponyme de 1933.

## Controverse

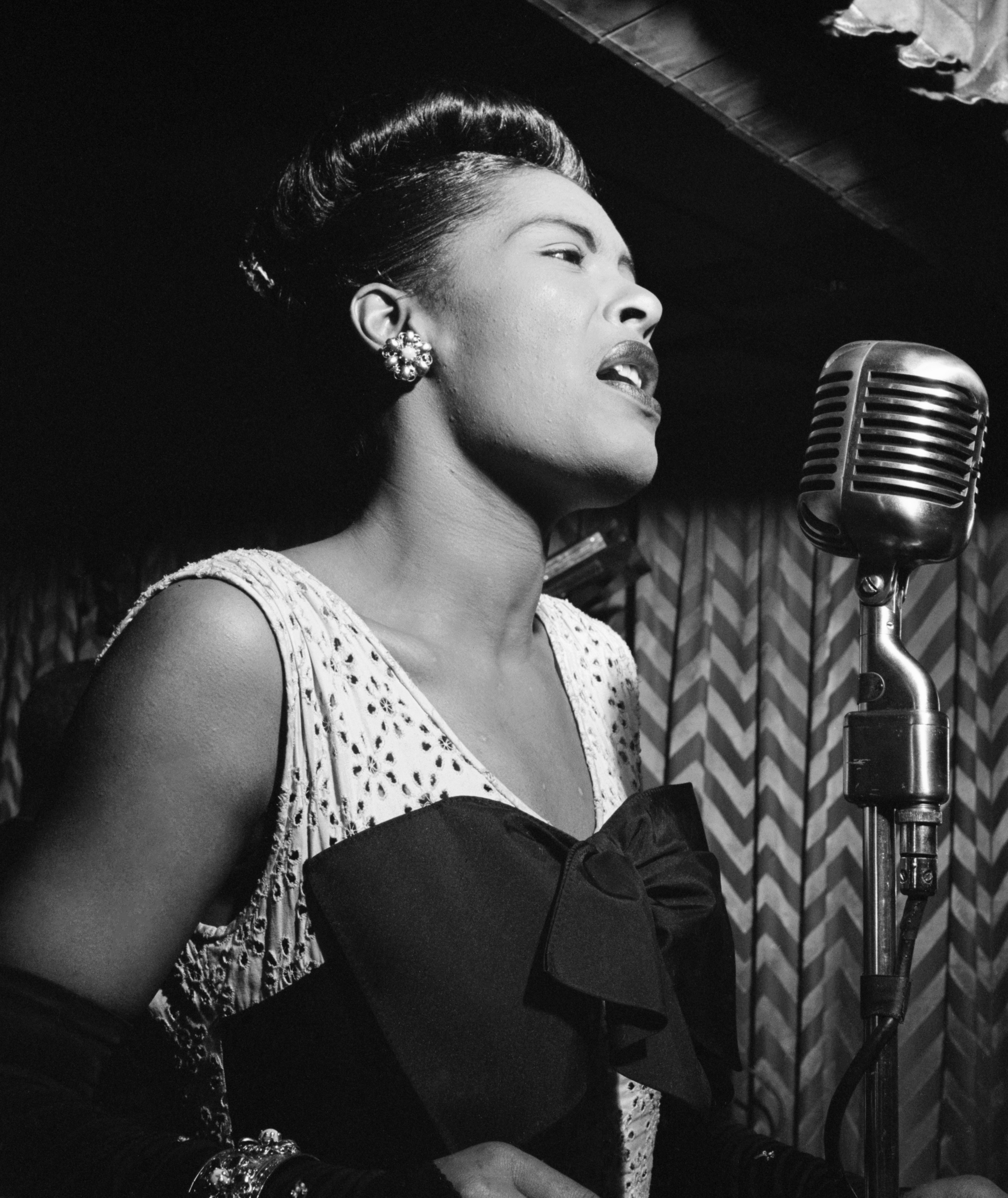
Billie Holiday.

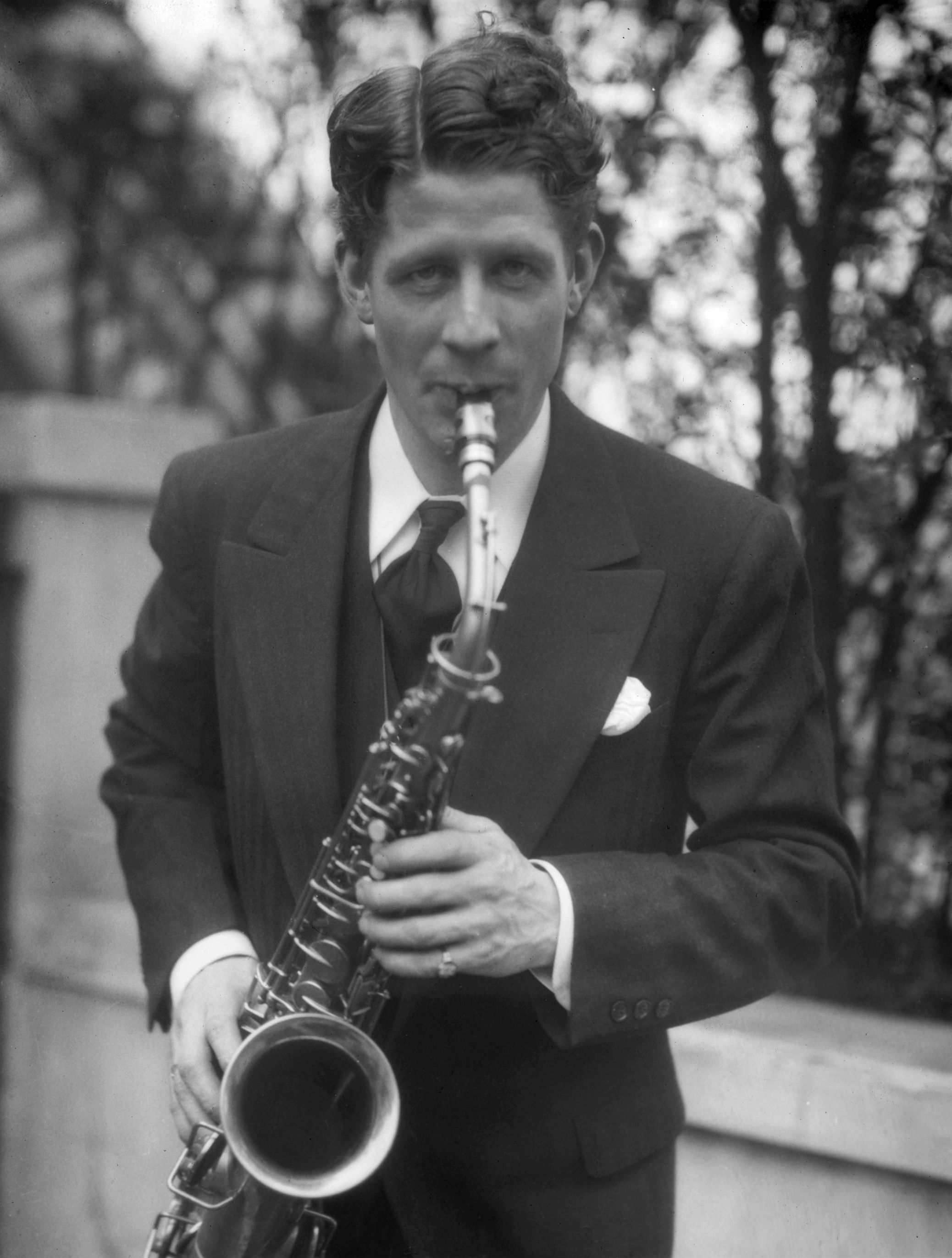
Rudy Vallée.

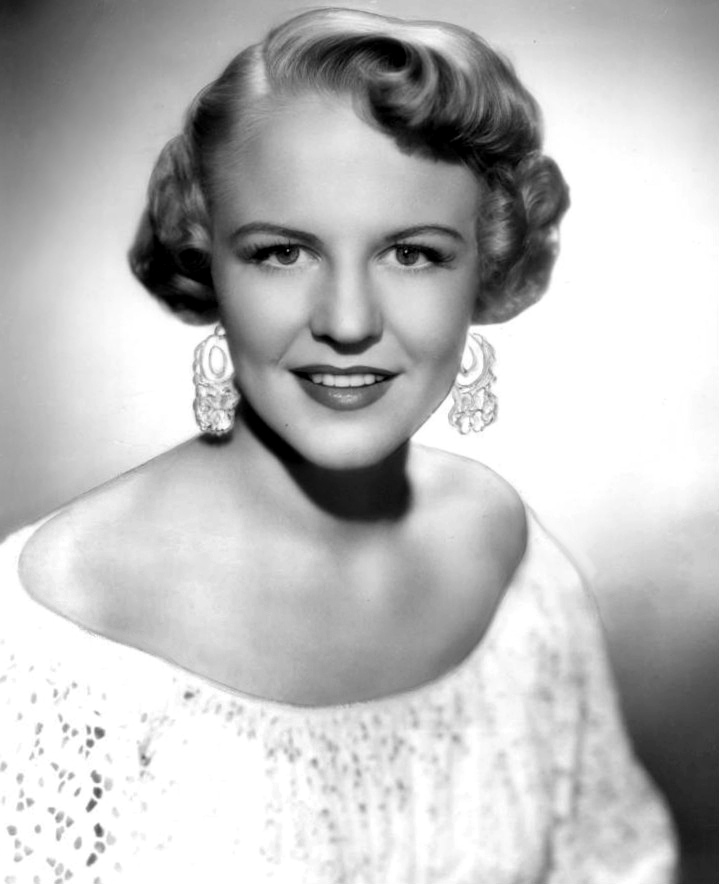
Peggy Lee.

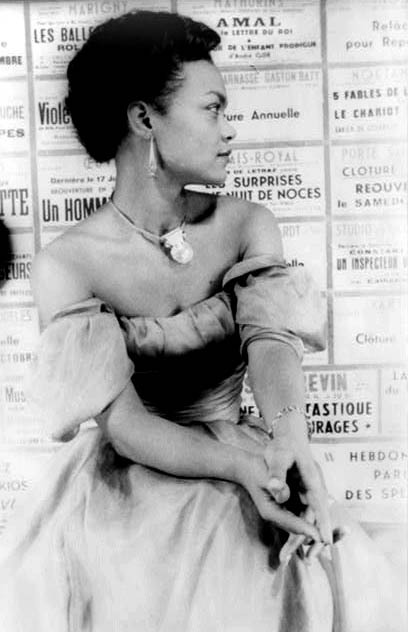
Eartha Kitt.

Dans la publication de Porter de 1928, les premières lignes du refrain comportaient des références raciales désobligeantes :

« Chinks do it, Japs do it,

Up in Lapland little Laps do it… »

Ce texte original peut être entendu dans plusieurs des premiers enregistrements de la chanson, comme ceux réalisés en 1928 par les Dorsey Brothers & their Orchestra (avec la voix du jeune Bing Crosby), par Rudy Vallée et par Paul Whiteman And His Orchestra, ceux réalisés en 1941 par Billie Holiday et par Peggy Lee et, enfin, l'enregistrement réalisé en 1944 par la chanteuse et star de Broadway Mary Martin avec l'orchestre de Ray Sinatra. 
Quand CBS s'est rendu compte que cette phrase était choquante, il proposa des paroles moins offensantes, que NBC adopta, et changea le début du refrain, remplaçant les Chinois, les Japonais et les Lapons par les oiseaux, les abeilles et les puces savantes :

« Birds do it, bees do it,

Even educated fleas do it… »

## Versions notables
- Rudy Vallée and His Connecticut Yankees (1928)
- Les Dorsey Brothers et leur Orchestre (avec Bing Crosby au chant) (26 janvier 1929)[10]
- Peggy Lee, avec l'orchestre de Benny Goodman (version de 1941 avec les paroles controversées)
- Mary Martin avec Ray Sinatra et son Orchestre (1941)
- Eartha Kitt avec Henri René et son Orchestre (1951)[11]
- Ella Fitzgerald - Ella Fitzgerald Sings the Cole Porter Songbook (1956)
- Dinah Washington - In the Land of Hi-Fi (1956)
- Louis Armstrong - Louis Armstrong Meets Oscar Peterson (1957)
- Louis Armstrong et Ella Fitzgerald - Ella and Louis Again (1957)
- The Kirby Stone Four - Baubles, Bangles, And Beads (1958)
- Frank Sinatra et Shirley MacLaine, Can-Can (bande originale, 1960)
- Della Reese - Della Della Cha-Cha-Cha (1960)
- Al Hirt - The Greatest Horn in the World (1961)[12]
- Ella Fitzgerald - The Stockholm Concert, 1966 (1966)
- Nancy Sinatra - Sugar (1967)
- Hildegard Knef - Träume heißen Du (Sei mal verliebt, version allemande, 1968)
- Diana Ross - Blue (1973, publié en 2006)
- Ella Fitzgerald - Montreux '75 (1975)
- Johnny Hartman - Thank You for Everything (1976, publié en 1998)
- John Inman - I'm Free (1977)
- Kim Basinger - La Chanteuse et le Milliardaire (The Marrying Man) (1991)
- Joan Jett et Paul Westerberg du groupe The Replacements  (version punk utilisée pour la bande originale du film Tank Girl de 1995)
- Susannah McCorkle - Easy to Love – The Songs of Cole Porter (1996)
- Lee Wiley - Hot House Rose (1996)
- Dee Dee Bridgewater - Dear Ella (1997)
- Come Shine - Come Shine (2001)
- Chico Buarque et Elza Soares – Façamos - Vamos Amar (version brésilienne, 2002)
- Lee Wiley - Sings Porter and Gershwin (2004)
- Alanis Morissette - Alanis Morissette: The Collection (paru initialement sur la bande originale du biopic De-Lovely consacré à la vie et à la carrière de Cole Porter, 2004)
- Bunny Berigan